# Alianza Revolucionaria del Caribe
La Alianza Revolucionaria del Caribe (’Alliance Révolutionnaire Caraïbe en francés, y acortado como ARC) es un grupo armado activo durante la década de 1980, que luchaba por la independencia de Guyana, Martinica y Guadalupe.

## Historia
Nacido en 1983 por un grupo de independentistas en París para luchar juntos contra los intereses franceses en el Caribe. 
En mayo y julio de 1984, se iniciaron negociaciones con el Estado Francés a través de Christian Charriere-Bournazel con el objetivo de obtener un compromiso, y se estableció contactos con funionarios electos de la izquierda independentista guadalupeña (PCG,UPLG,FSG ). Las negociaciones con el Estado francés probablemente vieron interrumpidas por el fallido ataque del 24 de julio de 1984, que provocó la muerte de cuatro guerrilleros del UPLG.
En febrero de 1985, Luc Reinette fue condenado junot a otros tres activistas independentistas por "violencia y ataques" en la corte de Basse-Terre en Guadalupe. Recibieron una pena de 12 años en primera instancia, y tras 23 años de apelación, los otros 5 y 7 años. Se fugó de la prisión de Basse-Terre, la mañana del domingo 16 de junio de 1985 con Henry Amédien, Humbert Marboeuf y Henri Pératout amenazando a dos guardias con palos de escoba cortados.
En verano de 1987 se envió a varios medios de comunicación un comunicado de prensa anunciado la creación del Consejo Nacional de la Resistencia Guadalupense. Su objetivo es la creación de un gobierno guadalupeño provisional que se encargaría de construir la República de Guadalupe.
El 21 de julio de 1987, Luc Reinette, Henry Bernard, Henri Amédien, Michèle Fabre y Georges Maréchaux (piloto) fueron detenidos durante su escala en San Vicente y las Granadinas tras un intento fallido de establecer un gobierno provisional guadalupeño desde Guyana y la negativa de su solicitud de asilo político en Surinam. 

## Campaña armada
El grupo inicio su campaña armada entre el 27 y 28 de mayo de 1983, tras una serie de ataques explosivos de baja intensidad en la isla, incluyendo atentados al Palacio de Justicia, al fiscalía de Pointe-à-Pitre, Grande-Terre fue atacado un coche de la gendarmería de Anse-Bertrand, al igual que las instalaciones de la comisaría de Petit-Bourg, otro ataque a Capesterre-Belle-Eau en una instalación policial. Los ataques continúan, donde un jefe policial también es víctima de un ataque explosivo, terminando con el ayuntamiento de Bouillante.  Los ataques también se registraron ataques en San Lorenzo de Maroni y en Cayena, este último dejando a un atacante muerto.
No fue hasta el 22 de junio del mismo año, se registró cuatro atentados en París contra Air France y el monumento a la misión Marchand. El 30 de agosto se adjudica un atentado explosivos contra un tribunal y una comisaría en París.
La actividad del ACR sigue incrementándose, siendo el 14 de noviembre, en donde se registran seis ataques explosivos en varios puntos de Pointe-à-Pitre (incluyendo las oficinas de) y en el exterior de las oficinas gubernamentales de Basse-Terre, dejando cerca de veinte civiles heridos, cuatro de ellos con daños de consideración, convirtiéndolo en uno de los peores ataques ocurridos en la isla. Cuatro días después, el ARC se adjudica un atentado contra la discoteca La Chaine, en la localidad de Le Gosier, el cual dejó únicamente daños materiales. El 20 de noviembre, se registra otro atentado, siendo ligado este al ARC, ocasionando daños considerables en una estación de policía en Grand-Bourg, Cantón de Grand-Bourg.
No es hasta el 24 de diciembre del mismo año, cuando se registrá un atentado explosivo en Martinica, siendo sospechoso el ARC. No fue hasta el 4 de febrero de 1984, cuando el ARC se adjudicó un ataque explosivo contra el Hotel Meridien que dejó cinco turistas heridos e importantes daños materiales en los edificios, hallándose ciudadanos estadounidenses, canadienses y franceses en el hotel afectado. El ataque se registró en la localidad de Saint-François, localizada en la comuna homónima. Otras bombas fueron descubiertas en un supermercado, así como otros tres explosivos abandonados en el hotel Arawak y un periódico en Pointe-a-Pitre. Los atentados se produjeron en el 190.º aniversario de la primera abolición de la esclavitud en la isla, dijo la policía.
El 24 de julio del mismo año, el ARC se adjudicó un atentado fallido donde murieron cuatro guerrilleros gracias a una explosión prematura, siendo dos incidentes separados en Pointe-a-Pitre y Basse Terre. El ARC seguiría con su seguidilla de atentados elos primeros días enero de 1985, esto durante el juicio contra en otros independentistas. El 14 de marzo del mismo año, un nuevo atentado dejó como saldo una persona muerta y ocho heridas, incluyendo turistas estadounidenses. El ataque obligó a las autoridades francesas a perseguir el grupo con mayor dureza.
Serán amnistiados el 12 de julio de 1989. Esto marcara el fin de las acciones de la CRA.